# Hexoplon bucki
Hexoplon bucki är en skalbaggsart som beskrevs av Martins 1967. Hexoplon bucki ingår i släktet Hexoplon och familjen långhorningar. Inga underarter finns listade i Catalogue of Life.